# Galendromus pinnatus
Galendromus pinnatus är en spindeldjursart som först beskrevs av Schuster och Pritchard 1963.  Galendromus pinnatus ingår i släktet Galendromus och familjen Phytoseiidae. Inga underarter finns listade i Catalogue of Life.